# KV36
KV36 es una tumba egipcia descubierta en 1898 por Victor Loret en el llamado Valle de los Reyes.
Aunque fue encontrada en muy buenas condiciones, fue una tumba poco investigada porque al poco se descubrió la KV 46, con las momias y el ajuar intactos de Yuya y Tuya, suegros del faraón Amenhotep III.

Dentro de ella se encontraron, entre otros objetos, brazaletes, el equipo completo de arquero con un carcaj, arco y flechas, vasos y platillos decorados, dos collares para perros uno de los cuales tenía escrito el nombre del can: Tantanouet, los vasos canopes, un ejemplar de El Libro de los Muertos que es uno de los más bellos encontrados y, al fondo, un doble sarcófago de madera preciosa pintada, intactos, al igual que la momia que guardaban en su interior con su máscara funeraria que correspondía a Maiherpri, un noble nubio criado en la Corte de Thutmose IV, de quien fue porta-abanico, un cargo muy valorado que luego sería uno de los concedidos a los virreyes de Nubia. Este joven guerrero y cazador, como bien muestra su ajuar, fue probablemente una especie de guardaespaldas y consejero del soberano tan apreciado, que el rey le concedió una sepultura en tan privilegiado lugar. Su momia intacta no mostraba ningún traumatismo o herida e indica que murió con veintitrés o veinticuatro años.
Un par de años después del hallazgo Howard Carter descubrió en un hueco junto a la entrada de la tumba un cofrecillo pintado de amarillo con el nombre del joven escrito en azul. Contenía varios taparrabos de cuero de gacela, propios de los guerreros y cazadores nubios y que hasta entonces solo se conocían por su representación en figuras pintadas en frescos y papiros.